# Bahrajn na Letnich Igrzyskach Olimpijskich 2004
Bahrajn na Letnich Igrzyskach Olimpijskich 2004 reprezentowało 10 zawodników, 7 mężczyzn i 3 kobiety.

## Skład kadry

### Lekkoatletyka
| Zawodnik           | Konkurencja    | Kwal.    | Kwal. | Ćwierćfinał            | Ćwierćfinał            | Półfinał               | Półfinał               | Finał                  | Finał                  |
| Zawodnik           | Konkurencja    | Wynik    | Poz.  | Wynik                  | Poz.                   | Wynik                  | Poz.                   | Wynik                  | Poz.                   |
| ------------------ | -------------- | -------- | ----- | ---------------------- | ---------------------- | ---------------------- | ---------------------- | ---------------------- | ---------------------- |
| Rakia Al-Gassra    | bieg na 100 m  | 11.49    |       | → Nie awansowała dalej | → Nie awansowała dalej | → Nie awansowała dalej | → Nie awansowała dalej | → Nie awansowała dalej | → Nie awansowała dalej |
| Riyadh Al-Mustafa  | maraton        |          |       |                        |                        |                        |                        | DNF                    | DNF                    |
| Nadia Ejjafini     | maraton        |          |       |                        |                        |                        |                        | DNF                    | DNF                    |
| Youssef Saad Kamel | bieg na 800 m  | 1:46.94  |       | → Nie awansował dalej  | → Nie awansował dalej  | → Nie awansował dalej  | → Nie awansował dalej  | → Nie awansował dalej  | → Nie awansował dalej  |
| Rashid Ramzi       | bieg na 1500 m | 3:37.93  | 4     |                        |                        | 3:44.60                | 11                     | → Nie awansował dalej  | → Nie awansował dalej  |
| Abdelhak Zakaria   | bieg na 5000 m | 13:42.04 | 15    |                        |                        | → Nie awansował dalej  | → Nie awansował dalej  | → Nie awansował dalej  | → Nie awansował dalej  |

### Pływanie
| Zawodnik         | Konkurencje           | Kwal.   | Kwal. | Półfinał               | Półfinał               | Finał                  | Finał                  |
| Zawodnik         | Konkurencje           | Wynik   | Poz.  | Wynik                  | Poz.                   | Wynik                  | Poz.                   |
| ---------------- | --------------------- | ------- | ----- | ---------------------- | ---------------------- | ---------------------- | ---------------------- |
| Sameera Al-Bitar | 50 m stylem dowolnym  | 1.31.00 | 63    | → Nie awansowała dalej | → Nie awansowała dalej | → Nie awansowała dalej | → Nie awansowała dalej |
| Hesham Shehab    | 100 m stylem dowolnym | 1.57.94 | 66    | → Nie awansował dalej  | → Nie awansował dalej  | → Nie awansował dalej  | → Nie awansował dalej  |

### Strzelectwo
| Zawodnik       | Konkurencja                | Kwalifikacje | Kwalifikacje | Finał                 | Finał                 |
| Zawodnik       | Konkurencja                | Wynik        | Miejsce      | Wynik                 | Miejsce               |
| -------------- | -------------------------- | ------------ | ------------ | --------------------- | --------------------- |
| Khalid Mohamed | Pistolet pneumatyczny 10 m | 553          | 45           | → Nie awansował dalej | → Nie awansował dalej |

### Żeglarstwo
| Zawodnik     | Konkurencja | Wyścig | Wyścig | Wyścig | Wyścig | Wyścig | Wyścig | Wyścig | Wyścig | Wyścig | Wyścig | Punkty | Ranking finałowy |
| Zawodnik     | Konkurencja | 1      | 2      | 3      | 4      | 5      | 6      | 7      | 8      | 9      | 10     | Punkty | Ranking finałowy |
| ------------ | ----------- | ------ | ------ | ------ | ------ | ------ | ------ | ------ | ------ | ------ | ------ | ------ | ---------------- |
| Sami Kooheji | Klasa Laser | 41     | 39     | 35     | 32     | OCS    | 38     | 42     | 41     | 39     | 36     | 384    | 42               |